# نشان هنر و ادب
نشان هنر و ادب (به انگلیسی: Ordre des Arts et des Lettres) نشانی است که توسط وزارت فرهنگ فرانسه در سال ۱۹۵۷ پایه‌گذاری شد. این عنوان مکملی است بر نشان شایستگی ملی که در سال ۱۹۶۳ توسط رئیس‌جمهور شارل دوگل پایه‌گذاری شد. هدف این نشان قدردانی از خدمت در عرصه هنر و ادبیات یا گسترش این زمینه‌ها می‌باشد. پیشینه این نشان بر اساس منابع دولتی به نشان سنت میشل (پایه‌گذاری شده در ۱ اوت ۱۴۹۶) می‌رسد.

## پیش زمینه
دستور العملهای دولت فرانسه تصریح می‌کند که دریافت کنندگان این جایزه باید حداقل سی سال سن داشته قوانین فرانسه را رعایت کرده و مشخصا برای ارتقای میراث فرهنگی فرانسه خدمتی کرده باشند که واجد شرایط دریافت این جایزه گردند. البته عضویت تنها محدود به فرانسوی‌ها نیست و شامل تعداد زیادی از شخصیت‌های برجسته بین‌المللی نیز می‌شود. برای دریافت‌کنندگان خارجی شرط محدودیت سنی وجود ندارد.
این نشان دارای سه درجه است:
کماندور: مدالی که به گردن انداخته می‌شود و هرسال ۲۰ دریافت کننده دارد.
افیسیه: مدالی که با یک گل و روبان بر روی سینه چپ نصب می‌شود و هر سال ۶۰ دریافت کننده دارد.
شوالیه: مدالی که با روبان بر روی سمت چپ سینه نصب می‌شود و سالی ۲۰۰ دریافت کننده دارد.

## دریافت کنندگان ایرانی نشان

### نشان افیسیه
- علیرضا سمیع‌آذر (پژوهشگر تاریخ هنر ایران)[۵]
- اصغر فرهادی (کارگردان سینما)[۶]

### نشان شوالیه
- آناهیتا قبائیان (مدیر گالری راه ابریشم)[۷][۸]
- پری صابری (کارگردان تئاتر)[۹]
- داریوش مهرجویی (کارگردان سینما)[۱۰]
- درایه درخشش (استاد زبان و ادبیات فرانسه در دانشگاه هاوارد)[۱۱]
- شهاب حسینی (بازیگر سینما و تلویزیون)[۱۲]
- شهرام ناظری (خواننده)[۱۳]
- عباس کیارستمی (کارگردان سینما)[۱۴]
- عیسی بهادری (طراح، نگارگر و نقاش)[۱۵][۱۶]
- غلامحسین امیرخانی (استاد خوشنویس و محقق و پژوهشگر)[۱۷]
- کامبیز درم‌بخش (کاریکاتوریست و طراح گرافیک)[۱۸]
- لیلا حاتمی (بازیگر)[۱۹]
- لیلی گلستان (گالری دار)
- محسن مخملباف (کارگردان سینما)[۲۰]
- محمدرضا شجریان (خواننده)[۲۱]
- محمود دولت‌آبادی (نویسنده)[۲۲][۲۳][۲۴][۲۵]
- نسرین سراجی (معمار)[۲۶]
- یدالله رؤیایی (شاعر و فعال سیاسی)[۲۰]
- آیدین آغداشلو (نقاش و گرافیست)[۲۷][۲۸]
- داریوش شایگان (نویسنده و شاعر)
- محمدعلی سپانلو (شاعر و مترجم ایرانی)
- یدالله رؤیایی (شاعر)[۲۹]

### رد کردن نشان
- حسین علیزاده (آهنگساز و نوازنده) در سال ۲۰۱۴ از دریافت نشان شوالیه خودداری کرد و گفت که از سوی مردم ایران نشان دریافت کرده‌است.[۳۰]